# Тоутуньхэ
Район Тоутуньхэ́ (кит. упр. 头屯河区, пиньинь Tóutúnhé qū, уйг. تۇدۇڭخابا رايونى‎, Tudungxaba Rayoni) — район городского подчинения городского округа Урумчи Синьцзян-Уйгурского автономного района КНР.

## Этимология
Район назван в честь речки Тоутуньхэ.

## История
До XX века на этих землях практически не было населения. В 1938 году при помощи СССР здесь была построена небольшая ремонтная мастерская. После образования КНР здесь началось строительство промышленных предприятий, и в 1956 году был образован посёлок Тоутуньхэ, который в 1961 году получил статус городского района.

## Административное деление
Район Тоутуньхэ делится на 5 уличных комитетов.

## Экономика
В районе расположены Зона экономического и технологического развития Урумчи, высотные офисные здания финансовых, торговых и промышленных компаний, а также локомотивное депо Урумчи.

## Транспорт
В Тоутуньхэ расположены Северный и Западный железнодорожные вокзалы Урумчи. 